# Schloss Schaesberg

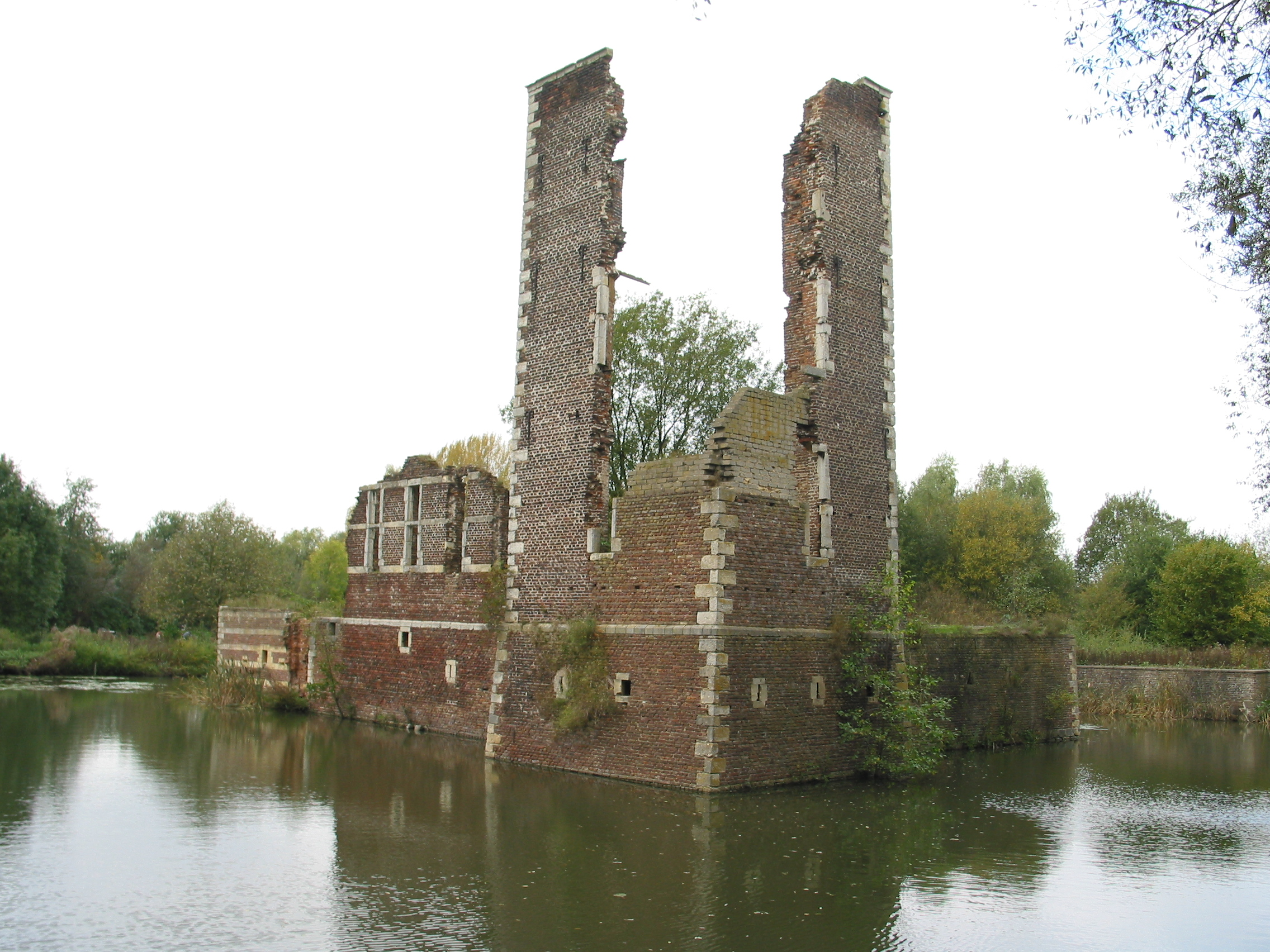
Ruine von Schloss Schaesberg

Das Schloss Schaesberg (niederländisch Kasteel Schaesberg) ist eine Schlossruine bei Schaesberg zwischen den Orten Landgraaf und Heerlen im Südosten der niederländischen Provinz Limburg. Von der ursprünglichen Anlage stehen noch die Ruinen des Hauptgebäudes, umgeben von einem Wassergraben. Das Gebiet um das Schloss wandelt sich derzeit zu einem Naherholungsgebiet.

## Geschichte

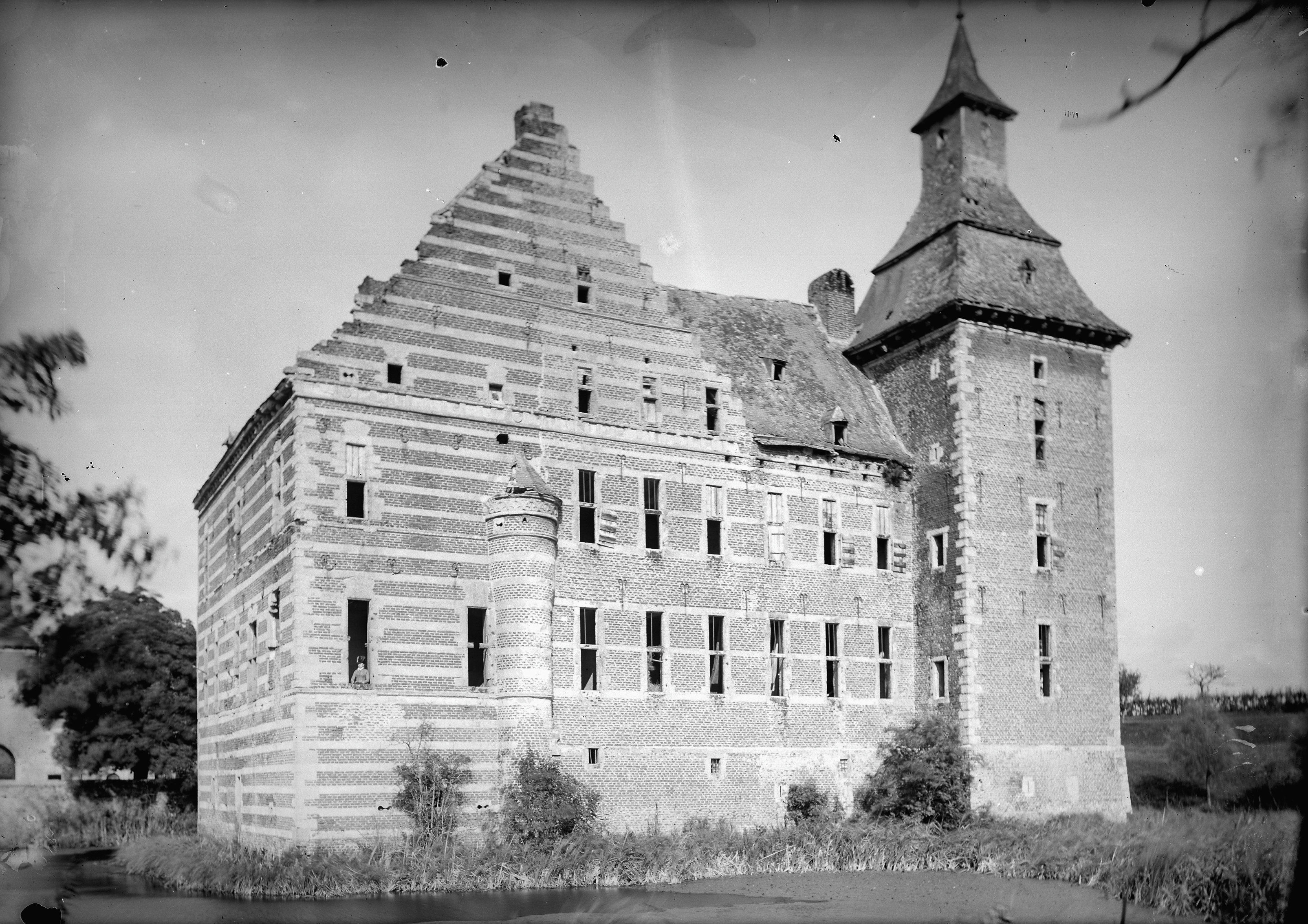
Wasserschloss Schaesberg, 1888

Johann von Schaesberg erbaute um 1570 das ursprüngliche Wasserschloss im Stil der Renaissance. Vermutlich befand sich an gleicher Stelle zuvor ein landwirtschaftliches Gut, das sich bereits im Besitz der Herren von Schaesberg befand.
Sein Sohn Frederik war einer der reichsten Edelleute im damaligen Heerlen. Seine besonderen Verdienste für die spanische Krone bzw. das Haus Habsburg dankte Philipp II. von Spanien, indem er ihm die freie Verfügung über Land und Güter der künftig selbständigen Herrschaft Schaesberg überließ. 1618 wurde sie zu einer erblichen Herrschaft der Herren von Schaesberg. Schaesberg bestand zu jener Zeit aus der Schlossburg, sowie den später hinzugekommenen Höfen Kackert, Leenhof, Scheyd sowie Palemig.
Erst unter seinem Sohn, dem Freiherrn Johan Frederik von Schaesberg, entwickelte sich das Anwesen. Das Geschlecht konnte durch lukrative Ehen seine Besitzungen ausweiten und auch den Ausbau des Adelssitzes angehen. Johan Frederik fügte dem Haus seines Großvaters um 1650 einen neuen Flügel, einen imposanten Eckturm sowie ein landwirtschaftliches Gehöft hinzu. Die Gebäude wurden im Stil der maasländischen Renaissance ausgeführt, einem für Limburg wie auch den Aachener Raum prägenden Architekturstil.
Die späteren Reichsgrafen von Schaesberg bewohnten die Anlage bis in das 18. Jahrhundert. Später verzogen sie, blieben aber Eigentümer des Anwesens. Nach zeitweiliger französischer Besetzung zog die Familie von Schaesberg in das ebenfalls zum Familienbesitz gehörige Schloss Krickenbeck in Nettetal nahe Venlo und nach Tannheim, wo sie mit Ländereien der Benediktinerreichsabtei Ochsenhausen entschädigt wurden. Das Dorf Schaesberg wurde zu einer eigenständigen Gemeinde. 

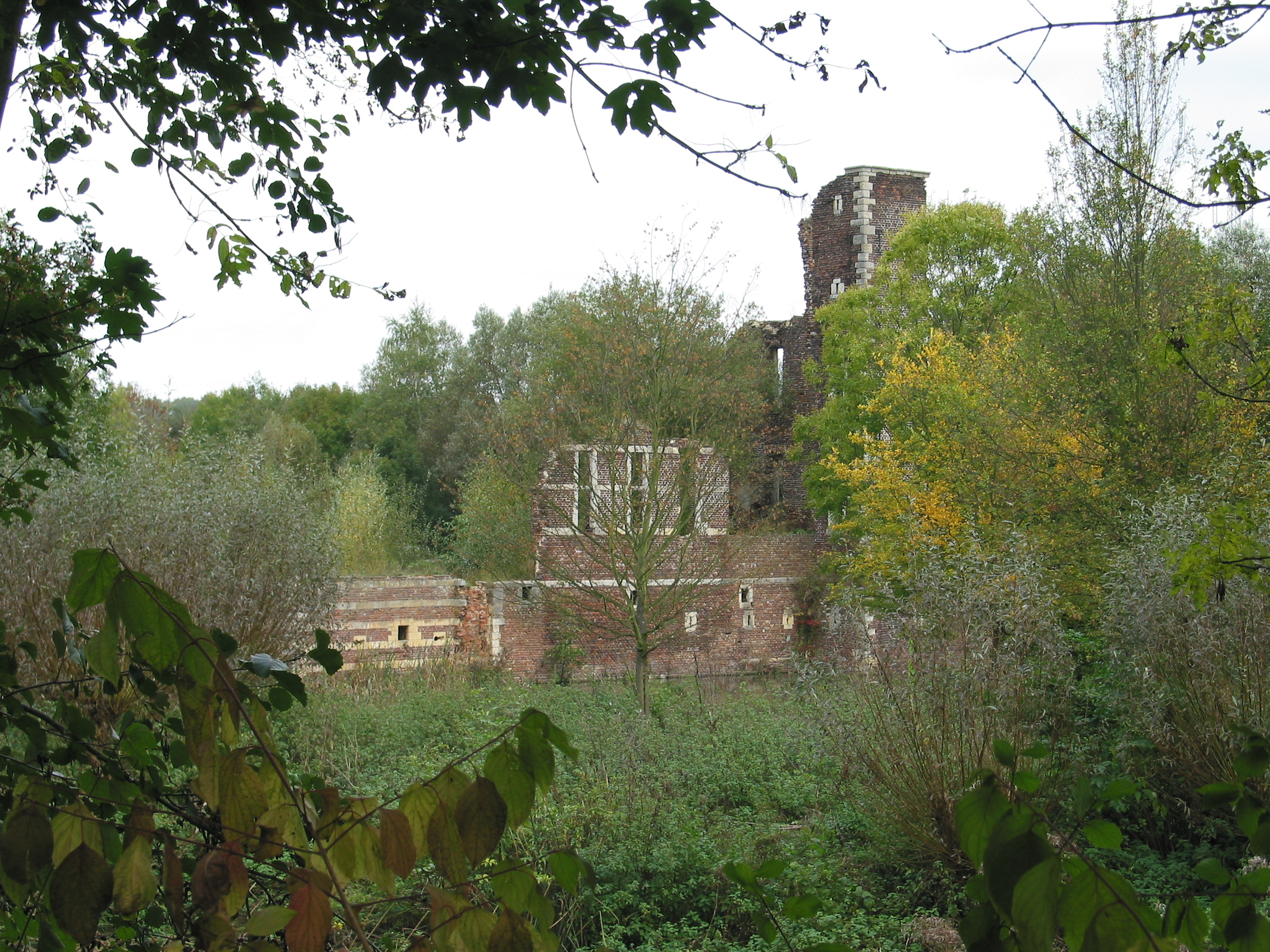
Schloss Schaesberg heute

Das Schloss verfiel zunehmend. Nach dem Zweiten Weltkrieg wurde das Schloss vom niederländischen Staat konfisziert, da seine Besitzer, die Herren von Schaesberg, Deutsche waren und bei der Ankunft amerikanischer Truppen im September 1944 flohen. Die Vorburg und der große Eckturm fielen 1965 einem Brand zum Opfer. Seit 1975 werden die noch verbliebenen Ruinen vor dem weiteren Zerfall geschützt. Im Jahr 2005 waren innerhalb des Burggrabens die zwei zusammenhängenden Inseln von Herrenhaus und Vorburg noch zu sehen. Die Fundamente der Vorburg sind noch zu erkennen. Vom Hauptgebäude stehen nur noch zwei der Ecktürme aus dem 17. Jahrhundert, außerdem einige Mauerreste des Gebäudeflügels gegenüber. Die Fensterrahmen aus Naturstein, die denen am Schloss Passarts-Nieuwenhagen und am Schloss Hoensbroek ähneln, fallen besonders auf. Grundsätzlich erinnert die ganze Anlage an eine kleinere Ausführung des auch von holländischen Bauleuten errichteten Schloss Horst in Gelsenkirchen.

## Umgebung
Das Schloss Schaesberg bzw. die Herren von Schaesberg beeinflussten auch die Umgebung. So gehen zum Beispiel der Leenhof und die nahe gelegene Kirche sowie andere Kapellen und Gebäude auf die Herren von Schaesberg zurück, von denen heute noch einige die Landschaft zwischen Landgraaf und Heerlen prägen.